# Municipio de Newark (Dakota del Sur)
El municipio de Newark (en inglés: Newark Township) es un municipio ubicado en el condado de Marshall en el estado estadounidense de Dakota del Sur. En el año 2010 tenía una población de 109 habitantes y una densidad poblacional de 1,17 personas por km².

## Geografía
El municipio de Newark se encuentra ubicado en las coordenadas 45°53′8″N 97°48′8″O / 45.88556, -97.80222. Según la Oficina del Censo de los Estados Unidos, el municipio tiene una superficie total de 92.87 km², de la cual 92,56 km² corresponden a tierra firme y (0,33 %) 0,31 km² es agua.

## Demografía
Según el censo de 2010, había 109 personas residiendo en el municipio de Newark. La densidad de población era de 1,17 hab./km². De los 109 habitantes, el municipio de Newark estaba compuesto por el 100 % blancos. Del total de la población el 0 % eran hispanos o latinos de cualquier raza.